# Nässelträd
För bäralm (ibland kallat nässelalm eller nässelträd), se Celtis occidentalis.
Nässelträd (Dendrocnide moroides), även känd som Gympie Gympie och Stinging Tree, är ett träd med ursprung i regnskogar i nordöstra Australien (Queensland), Moluckerna och Indonesien. 
Växer oftast som enkelstammig och blir mellan en och två meter hög. Bladen är hjärtformiga och stora, ca 20 cm långa och 15 cm breda. Blommorna är små, när de är pollinerade sväller blomstjälken och bildar frukten. Frukterna är saftiga och hallonliknande, från rosa till lila i färgen. Frukten innehåller ett frö.
Växten är mest känd för att man "bränner" sig allvarligt, om man har oturen att röra den. Den har som brännässlan stickande ihåliga hår av kiseldioxid, som sitter tätt på växtens alla gröna delar. De avger ett starkt nervgift när man berör växten. D. moroides är den giftigaste arten i släktet. Att bli "bränd" av växten är mycket smärtsamt; smärtan kan pågå i flera dagar, i sällsynta fall upp till ett år. Det skadade hudområdet blir fullt av röda prickar som kliar (nässelutslag), och sedan sårigt. Patienter har fått ligga fastspända i sjukhussäng för att klara de första veckorna. Ett dödsfall för människa finns dokumenterat; hästar och hundar har också dött efter att de kommit i kontakt med växten. Pungdjur, insekter och fåglar är däremot inte känsliga för den. Giftets exakta sammansättning har man försökt kartlägga, men ännu inte fått fullständig klarhet i. Moroidin, en bicyklisk octapeptid med en ovanlig C-N-bindning mellan de två aminosyrorna tryptofan och histidin, isolerades framgångsrikt från blad och kvistar av Dendrocnide moroides. Det visade sig att detta ämne är den huvudsakliga orsaken till att smärtan sitter i så ovanligt länge.
När forskare arbetar med växten måste de använda svetshandskar för att skydda sig. Växtdelar som samlats in av botaniker till samlingar i museum verkar inte påverkas av tid, värme, torka eller andra faktorer. De "bränner" lika kraftigt efter 20–30 år torkade i herbarium, så dessa prover måste hanteras med samma försiktighet som färskt växtmaterial.
Brännandet behandlas med utspädd saltsyra 1:10, för att neutralisera moroidinet (en peptid), och sedan med hårborttagningsvax. Den bästa första hjälpen är att använda band med hårborttagningsvax i rumstemperatur, och mekaniskt försöka dra upp de giftiga kiseldioxidhåren ur huden. Situationen försvåras ofta av att håren är korta, huden sluter sig om dem, och de går då inte att komma åt med det mjuka klistriga vaxet.
Växten är listad som utrotningshotad i delstaten New South Wales.
Det finns fem släktingar, tre i samma buskstorlek och två större träd Dendrocnide excelsa och Dendrocnide photinophylla. Alla finns i Australien. De är inte lika giftiga som D. moroides, men trots det bör man ändå inte röra dem.